# 泉州华侨革命历史博物馆
泉州华侨革命历史博物馆位于福建省泉州市南安市金淘镇占石村，是一座专题博物馆，与叶飞故居相邻。
中共泉州市委、泉州市政府和中共南安市委、南安市政府为纪念开国上将叶飞诞辰100周年和缅怀泉州籍华侨革命仁人志士，而修建此座博物馆。2014年5月14日上午，南安市举办“纪念叶飞将军诞辰100周年系列活动暨泉州华侨革命历史博物馆开馆仪式”。先后确定为中国华侨国际文化交流基地、福建省爱国主义教育基地、福建省传承红色基因教育基地、福建省廉政教育基地等。
博物馆占地面积4600平方米，布馆面积2180平方米。分为三个部分——华侨将军叶飞专题陈列、泉州华侨革命史专题陈列、序言厅。全馆共收录有泉籍华侨革命人物213人。